# Заслужений митник Республіки Білорусь
«Заслужений митник Республіки Білорусь» — почесне звання.

## Порядок присвоєння
Присвоєння почесних звань Республіки Білорусь здійснює Президент Республіки Білорусь. Рішення щодо присвоєння
державних нагород оформляються указами Президента Республіки Білорусь. Державні нагороди, в тому числі
почесні звання, вручає Президент Республіки Білорусь або інші службовці за його вказівкою. Присвоєння почесних
звань РБ відбувається в урочистій атмосфері. Державна нагорода РБ вручається нагородженому особисто. У випадку
присвоєння почесного звання РБ з вручення державної нагороди видається посвідчення.
Особам, удостоєнних почесних звань РБ, вручають нагрудний знак.
Почесне звання «Заслужений митник Республіки Білорусь» присвоюється службовим особам митних органів, які
перебувають на службі в митних органах п'ятнадцять і більше років в календарному перерахунку, за досягнуті високі
результати в службовій діяльності, вмілу організацію митної служби, видатне виконання оперативних та інших завдань, за заслуги в справі зміцнення співпраці між митною службою Республіки Білорусь ти митними службами закордонних
держав.